# ريمون أوليفر
ريمون أوليفر (بالفرنسية: Raymond Oliver)‏ (27 مارس 1909 - 5 نوفمبر 1990)، هو طاهي وكاتب غير روائي وممثل فرنسي، ولد في 27 مارس 1909 في فرنسا، وتوفي في 5 نوفمبر 1990 بباريس في فرنسا.

## وصلات خارجية
- ريمون أوليفر على موقع IMDb (الإنجليزية)
- ريمون أوليفر على موقع ألو سيني (الفرنسية)
- ريمون أوليفر على موقع قاعدة بيانات الفيلم (الإنجليزية)
- ريمون أوليفر على موقع كينوبويسك (الروسية)